# Jahshaka
Jahshaka（舊稱：Cinefx）是一個跨平台、開放源碼的影像編輯軟體。目前仍在開發階段，支援即時效果，但缺乏非線性剪輯功能。它是用Qt Software的Qt寫成的，可是介面是由OpenGL程式庫來產生它的GUI的。
因為它使用OpenGL和开放多媒体程序库（OpenML），所以它可以被移植到許多不同的平台上。理論上，應該可以運行在任何支援OpenGL的平台上。
Jahshaka以GNU通用公共許可證發佈。

## 外部連結
- SourceForge project page
- JahGuide, the Jahshaka wiki
- Brazilian Jahshaka community